# جون أوين (سياسي)
جون أوين (بالإنجليزية: John Owen)‏ هو سياسي أمريكي، ولد في 1 أغسطس 1787 في مقاطعة بلادين في الولايات المتحدة، وتوفي في 9 أكتوبر 1841 في مقاطعة تشاتهام في الولايات المتحدة. حزبياً، نشط في الحزب الديمقراطي. وقد انتخب عضو مجلس ولاية كارولاينا الشمالية وانتخب حاكم كارولينا الشمالية ‏ (12 ديسمبر 1828 – 18 ديسمبر 1830).